# 程鄭 (漢朝)
程郑（？—？），祖先在战国时为关东人，在秦始皇时期被迁到蜀郡临邛（今四川省邛崃县）。汉朝初年大工商主。他铸铁器，卖给西南夷，通过这样致富，成为一代富商。